# نوبرانه

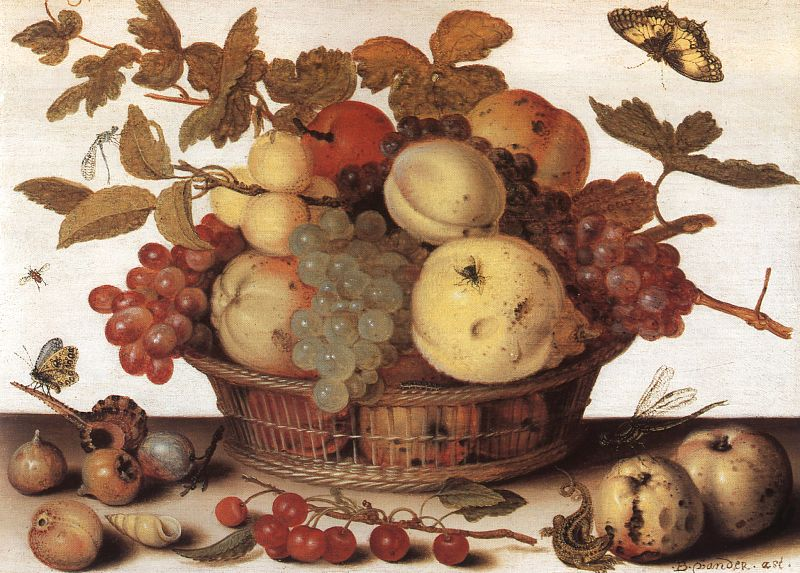
سبد نوبرانه (اثری از بالتازار ون‌درآست).

نوبرانه (به انگلیسی: First Fruits) و (به عبری: ביכורים) نوعی صدقه و هدیه مذهبی به خداوند است و نخستین خرمن و محصول کشاورزی را در بر می‌گیرد. این آیین در تورات شناسانده شده است و اجرای آن در عصر جدید از زمان روم باستان و یونان باستان به‌جای مانده است.